# Mariana Villar
Lucinda Costa Alves Figueira (São Brás de Alportel, 14 de março de 1927 - Lisboa, 29 de abril de 1998), mais conhecida pelo pseudónimo Mariana Villar, foi uma actriz (de teatro, televisão e cinema) portuguesa, casada com Luiz Francisco Rebello, de quem teve uma filha.

## Biografia
A sua estreia no cinema verificou-se em 1952, interpretando a protagonista do filme "Duas Causas", ao lado de Alves da Cunha. Seguiram-se os filmes "A Rosa de Alfama" e "Quando o Mar Galgou a Terra" de Henrique Campos.
A partir de 1954 fez parte de várias companhias teatrais, entre as quais o Teatro d'Arte de Lisboa, o Grupo de Acção Teatral e a Casa da Comédia. Participou em peças como "Yerma" de Garcia Lorca, "Dez Convites para a Morte" de Agatha Christie, "Joana d'Arc" de Jean Anouilh, "O Amor dos 4 Coronéis" de Peter Ustinov, "A Casa dos Vivos" de Graham Greene, "Os Fantasmas" de Eduardo de Filippo, "O Sedutor" de Diego Fabbri e "O Processo" de Kafka. Também participou em muitas noites de teatro da RTP.
Participou no filme "A Estrangeira" (1983) de João Mário Grilo e na telenovela "Chuva na Areia" da RTP.
Em 1990 participou no teledrama "Todo o Amor é Amor de Perdição" de Herlander Peyroteo.
Faleceu em Abril de 1998.

## Trabalhos

### No teatro
- Lua de Mel para Três
- Casado Sem Saber, de Tristan Bernard[2]
- Yerma, de Garcia Lorca
- Dez Convites Para a Morte, de Agatha Christie
- Joana D'Arc, de Jean Anouilh
- O Amor dos Quatro Coronèis
- Perdeu-se um Marido, de Frederico Pressler
- Por Um Fio..., de Costa Ferreira
- A Sogra de Luís XIV, de Georges Feydeau
- O Palco da Vida, de Alessandro De Stefani
- O João Valentão. de Amadeu do Vale
- A Casa dos Vivos, de Graham Greene
- Os Fantasmas, de Eduardo de Filippo
- A Grande Jornada, de Frederico Pressler
- O Sedutor, de Diego Fabbri
- A cidade Não é Para Mim (1966)
- O Processo, (1970) de Franz Kafka
- Seis aparições de Lenine Sobre um Piano (1981), Noel Coward

### No cinema
Fez parte do elenco dos filmes: 
- Duas Causas (1953), de Henrique Campos
- Rosa de Alfama (1953), de Henrique Campos
- Quando o Mar Galgou a Terra (1954), de Henrique Campos
- A Estrangeira (1982), de João Mário Grilo
- Pôr do Sol no Areeiro (1983), de Eduardo Geada